# Nagy-Küküllő (folyó)
A Nagy-Küküllő (románul: Târnava Mare, németül: Große Kokel) folyó Romániában, Erdélyben. Az egykori Udvarhelyszék legjelentősebb folyóvize. A Görgényi-havasokban ered és Balázsfalva mellett egyesül a Kis-Küküllővel. Az egyesülést követően Küküllő néven folytatja útját, egészen Mihálcfalváig, ahol beletorkollik a Marosba. 

## Neve
A küküllő korai török eredetű szó, mely az avarok révén került a magyar nyelvbe, jelentése: kökényes. A Nagy-Küküllő esetében is kökényes vidékre utal a „Küküllő” megnevezés.

## Földrajza
A Nagysomlyó-hegy tövéből, 1455 méter magasságból ered; folyóhossza 221 kilométer, becsült vízgyűjtő területének nagysága 3606 négyzetkilométer. A folyó Székelyudvarhely városát elérve, hegyvidéki jellegből dombvidéki jellegűre vált, változatos horgászlehetőségeket biztosítva az itt élők számára. A Nagy-Küküllő az Erdélyi-medencében Balázsfalvánál egyesül a Sóvidékről érkező Kis-Küküllővel, majd közösen Küküllő folyó néven folytatják útjukat a Maros folyóig.

### Halfaunája
A folyó halfaunája roppant változatos. Felső hegyvidéki részén Székelyvarság falu és Székelyudvarhely között nagy számban pénzes pért, fejes domolykót, paducot, sebes pisztrángot, pataki pisztrángot, petényi-márnát és botos kölöntét, kövi csíkot lehet benne találni. Korábban jelentős rózsásmárna-populációval is büszkélkedhetett a folyó, de egyelőre még nem tisztázott hatások következtében ez a halfaj lehúzódott a folyó legalsó szakaszaira. A dombvidéki szakaszon megmutatkozik, hogy nagyobb mértékű ipari mérgezés már háromszor is történt az elmúlt időszakban, és a folyóvíz szennyezése a lakosság által is rendszeres. Itt ezek ellenére még jelentős a harcsapopuláció, mely szinte legendás a horgászok körében, és a folyóvízi csukák is megtalálhatóak a folyóban. Jelentős a paducállomány, mely a helyi horgászok kedvence és a tiszta részeken, még domolykóra is lehet számítani. Tavak környékén, zsilipen át megszökött kárászok és pontyok is megtalálhatóak a folyóban.

## Néhány jelentős település a folyó mentén
Székelyvarság, Zeteváralja, Fenyéd, Betfalva, Zetelaka, Küküllőkeményfalva, Székelyudvarhely, Bögöz, Székelykeresztúr, Segesvár, Erzsébetváros, Medgyes, Balázsfalva.